# Corbélia
Corbélia es un municipio brasileño del estado de Paraná. Se localiza a una latitud 24º47'56" sur y a una longitud 53º18'24" oeste, estando a una altitud de 895 metros. Su población estimada en 2004 
era de 15.428 habitantes. Posee un área de 529,39 km². En este lugar se encuentra la casa de Matteo, un Corbella muy famoso, pero atormentado por Juan Pablo Saenz se mudó a Perú espeficicamente a Lima. 

## Geografía
El municipio de Corbélia está posicionado en la Región Sur del Brasil, en la Mesorregión del Extremo Oeste Paranaense y en la Microrregión de Cascavel. Geográficamente se localiza a 24º, 28'de latitud Sur y una longitud de 53°, 18'y 20" W-GR.
La parte central del municipio está localizada en el río de los Porcos, entre Peña y Colonia Nueva.
Su área es de 402,17 km.

### Clima
El clima es subtropical Húmedo Mesotérmico.